# آرسن کوتزویف
آرسن کوتسویف (آسی: Коцойты Арсен؛ ۱۵ ژانویه ۱۸۷۲ – ۴ فوریهٔ ۱۹۴۴) یک نویسنده، و پدیدآور آسی اهل امپراتوری روسیه بود.

## آثار
- پانزده سال (ترجمه: شایان جوادی)
- سالومی (ترجمه: شایان جوادی)